# 青柳盛雄
青柳 盛雄（あおやぎ もりお、1908年11月11日 - 1993年1月22日）は、日本の弁護士、政治家。元衆議院議員（日本共産党公認、2期）。日本共産党中央委員会顧問、日本民主法律家協会理事、日本国際法律家協会顧問などを歴任した。

## 来歴
長野県東筑摩郡坂北村（現・筑北村）出身。旧制松本中学（長野県松本深志高等学校）、旧制松本高等学校文科甲類、東京帝国大学法学部を経て、1931年弁護士登録すると共に布施辰治法律事務所入所。自由法曹団員として三・一五事件や四・一六事件など、治安維持法違反事件を弁護するも、1933年には布施と共に検挙され執行猶予判決を受ける。また、この件により同年弁護士資格が剥奪されたのみならず、終戦まで活動停止を余儀なくされる。
戦後は戦時中政府の弾圧を受け壊滅状態にあった自由法曹団の再建に尽力。その傍ら松川事件や三鷹事件の弁護に当たり、1958年日本共産党中央委員に就く。1965年には池袋合同法律事務所を立ち上げ、豊島、練馬、板橋の3区の市民問題のほか、労働問題や人権問題などに取り組む。
その傍ら、1951年の千代田区長選挙に日本共産党公認で立候補したが落選。その後、1969年の衆院選に東京5区から立候補し初当選。以後1972年の衆院選でも再選されるが、1976年の衆院選で次点に終わったのを機に地盤を木谷八士（赤旗日曜版編集長）に譲り政界から引退する。議員在任中の1970年8月12日、衆議院法務委員会において、自らも弁護を担当した松川事件について、旧陸軍特務機関員の中島辰次郎が前月に『アサヒ芸能』誌上で真犯人であると発言したことを取り上げた。
1993年1月22日、肝臓がんのため東京都渋谷区の病院で死去した。84歳没。

## エピソード
日本共産党の党史が発表されたとき、青柳は国会議員秘書をしていた兵本達吉に対し「戦前の日本共産党員が、特高警察に反対して不屈に戦ったなどという文章を読むと私なんかは恥ずかしくて顔が赤くなってくるよ」と語ったことがある。
青柳によれば、党員の誰かが逮捕されたという連絡が入って、警察に駆け付けると大体いつも、何もかも全て自供した後であり、せめて弁護士である自分が到着するまでは頑張って黙秘してほしいと思うことが常であったという。野呂栄太郎のように、拷問されて殺害された人物もいたことも事実であるが、例外中の例外であった。
青柳は兵本に「私の知る限り、非転向を貫いたのは一人だけだ」と言い、それは宮本顕治だというが、宮本は日本共産党スパイ査問事件で「不法監禁致死罪」という罪名がついていたので、「転向できなかっただけ」だという。

## 主著
- 『検挙から公判闘争まで:不当弾圧と如何に闘うか』（労農運動救援会出版部、1948年）
- 『治安維持法下の弁護士活動』（新日本出版社、1987年2月）ISBN 4-406-01489-6
- 『法を国民のために』（新興出版社、1975年）